# Norðurþing
Norðurþing (kiejtése: ˈnɔrðʏrˌθiŋk) önkormányzat Izland Északkeleti régiójában, amely 2006-ban jött létre Húsavík, Öxarfjörður, Raufarhöfn és Kelduneshreppur egyesülésével.

## Testvérvárosok
Norðurþing testvértelepülései:
- Aalborg, Dánia
- Eastport (Maine), Amerikai Egyesült Államok
- Fredrikstad, Norvégia
- Fuglafjørður, Feröer
- Karlskoga, Svédország
- Qeqertarsuaq, Grönland
- Riihimäki, Finnország

## Fordítás
- Ez a szócikk részben vagy egészben  a   Norðurþing című angol Wikipédia-szócikk ezen változatának fordításán alapul.  Az eredeti cikk szerkesztőit annak laptörténete sorolja fel. Ez a jelzés csupán a megfogalmazás eredetét és a szerzői jogokat jelzi, nem szolgál a cikkben szereplő információk forrásmegjelöléseként.